# Myrtaceae
Le Mirtacee (Myrtaceae (Juss., 1789) sono una famiglia di piante sia arboree che arbustive appartenente all'ordine Myrtales, diffuse soprattutto nelle regioni tropicali e subtropicali.
Le Mirtacee comprendono piante di grande importanza ecologica ed economica (mirto, chiodi di garofano, Feijoa), in particolare il genere Eucalyptus. Diverse specie sono coltivate anche a scopo ornamentale come, ad esempio, il comune callistemo.
Gli scienziati ipotizzano che la famiglia Myrtaceae sia nata tra sessanta e cinquantasei milioni di anni fa durante l'era paleocenica.  Polline fossile è stato rinvenuto in sedimenti dall'antico supercontinente Gondwana.
La separazione di Gondwana durante il Cretaceo (145-66 milioni di anni fa ) ha isolato geograficamente i taxa permettendo una rapida speciazione: in particolare, i generi un tempo considerati membri dell'alleanza Leptospermoideae sono ora isolati all'interno dell'Oceania.

## Descrizione
I membri di questa famiglia sono piante legnose sempreverdi, ricche di oli aromatici.
Le foglie sono persistenti, semplici, a margine intero.
I fiori hanno quattro-cinque pezzi fiorali (sepali e petali) e moltissimi stami. Molto il calice e la corolla sono di ridotte dimensioni e la funzione vessillare è assegnata, quasi del tutto o del tutto, ai soli stami, che assumono una vistosità dominante (per colori numero e dimensioni) rispetto al resto del fiore.
I frutti sono capsule, noci o bacche.

## Tassonomia
La famiglia Myrtaceae è suddivisa in due sottofamiglie (Myrtoideae e Psiloxyloideae), 20 tribù e circa 130 generi.
Sottofamiglia Myrtoideae
- Tribù Backhousieae

- Backhousia Hook. & Harv.

- Tribù Chamelaucieae

- Actinodium Schauer ex Schltdl.
- Aluta Rye & Trudgen
- Anticoryne Turcz.
- Astartea DC.
- Astus Trudgen & Rye
- Austrobaeckea Rye
- Babingtonia Lindl.
- Baeckea L.
- Balaustion Hook.
- Calytrix Labill.
- Chamelaucium Desf.
- Cheyniana Rye
- Corynanthera J.W.Green
- Cyathostemon Turcz.
- Darwinia Rudge
- Enekbatus Trudgen & Rye
- Ericomyrtus Turcz.
- Euryomyrtus Schauer
- Harmogia Schauer
- Hysterobaeckea (Nied.) Rye
- Homalocalyx F.Muell.
- Homoranthus A.Cunn. ex Schauer
- Hypocalymma (Endl.) Endl.
- Kardomia Peter G.Wilson
- Malleostemon J.W.Green
- Micromyrtus Benth.
- Ochrosperma Trudgen
- Oxymyrrhine Schauer
- Pileanthus Labill.
- Rinzia Schauer
- Sannantha Peter G.Wilson
- Scholtzia Schauer
- Seorsus Rye & Trudgen
- Stenostegia A.R.Bean
- Tetrapora Schauer
- Thryptomene Endl.
- Triplarina Raf.
- Verticordia DC.

- Tribù Cloezieae

- Cloezia Brongn. & Gris

- Tribù Eucalypteae

- Allosyncarpia S.T.Blake
- Angophora Cav.
- Arillastrum Pancher ex Baill.
- Corymbia K.D.Hill & L.A.S.Johnson
- Eucalyptopsis C.T.White
- Eucalyptus L'Hér.
- Stockwellia D.J.Carr, S.G.M.Carr & B.Hyland

- Tribù Kanieae

- Kania Schltr.

- Tribù Leptospermeae

- Agonis (DC.) Sweet
- Aggreflorum P.G.Wilson
- Apectospermum P.G.Wilson
- Asteromyrtus Schauer
- Gaudium P.G.Wilson
- Homalospermum Schauer
- Kunzea Rchb.
- Leptospermum J.R.Forst. & G.Forst.
- Leptospermopsis S.Moore
- Neofabricia Joy Thomps.
- Pericalymma (Endl.) Endl.
- Taxandria (Benth.) J.R.Wheeler & N.G.Marchant

- Tribù Lindsayomyrteae

- Lindsayomyrtus B.Hyland & Steenis

- Tribù Lophostemoneae

- Kjellbergiodendron Burret
- Lophostemon Schott
- Welchiodendron Peter G.Wilson & J.T.Waterh.
- Whiteodendron Steenis

- Tribù Melaleuceae

- Melaleuca L.

- Tribù Metrosidereae

- Metrosideros Banks ex Gaertn.

- Tribù Myrteae

- Sottotribù Blepharocalycinae

- Blepharocalyx O.Berg

- Sottotribù Decasperminae

- Archirhodomyrtus (Nied.) Burret
- Austromyrtus (Nied.) Burret
- Decaspermum J.R.Forst. & G.Forst.
- Gossia N.Snow & Guymer
- Kanakomyrtus N.Snow
- Lithomyrtus F.Muell.
- Myrtella F.Muell.
- Octamyrtus Diels
- Pilidiostigma Burret
- Rhodamnia Jack
- Rhodomyrtus (DC.) Rchb.
- Uromyrtus Burret

- Sottotribù Eugeniinae

- Calyptrogenia Burret
- Eugenia P.Micheli ex L.
- Hottea Urb.
- Myrcianthes O.Berg
- Pseudanamomis Kausel

- Sottotribù Luminae

- Luma A.Gray
- Myrceugenia O.Berg
- Nothomyrcia Kausel
- Temu O.Berg

- Sottotribù Myrciinae

- Myrcia DC. ex Guill.

- Sottotribù Myrtinae

- Accara Landrum
- Calycolpus O.Berg
- Chamguava Landrum
- Myrtus Tourn. ex L.

- Sottotribù Pimentinae

- Acca O.Berg
- Campomanesia Ruiz & Pav.
- Curitiba Salywon & Landrum
- Feijoa O.Berg
- Legrandia Kausel
- Mosiera Small
- Myrrhinium Schott
- Pimenta Lindl.
- Psidium L.

- Sottotribù Pliniinae

- Algrizea Proença & NicLugh.
- Myrciaria O.Berg
- Neomitranthes D.Legrand
- Plinia Plum. ex L.
- Siphoneugena O.Berg

- Sottotribù Ugninae

- Lenwebbia N.Snow & Guymer
- Lophomyrtus Burret
- Myrteola O.Berg
- Neomyrtus Burret
- Ugni Turcz.

Generi incertae sedis
- Amomyrtella Kausel
- Amomyrtus (Burret) D.Legrand & Kausel
- Myrtastrum Burret

- Tribù Osbornieae

- Osbornia F.Muell.

- Tribù Syncarpieae

- Syncarpia Ten.

- Tribù Syzygieae

- Syzygium Gaertn.

- Tribù Tristanieae

- Thaleropia Peter G.Wilson
- Tristania R.Br.

- Tribù Tristaniopsideae

- Barongia P.G.Wilson & B.Hyland
- Basisperma C.T.White
- Lysicarpus F.Muell.
- Mitrantia P.G.Wilson & B.Hyland
- Ristantia Peter G.Wilson & J.T.Waterh.
- Sphaerantia Peter G.Wilson & B.Hyland
- Tristaniopsis Brongn. & Gris

- Tribù Xanthomyrteae

- Xanthomyrtus Diels

- Tribù Xanthostemoneae

- Pleurocalyptus Brongn. & Gris
- Purpureostemon Gugerli
- Xanthostemon F.Muell.

Sottofamiglia Psiloxyloideae
- Tribù Heteropyxideae

- Heteropyxis Harv.

- Tribù Psiloxyleae

- Psiloxylon Thouars ex Tul.